# Houtermans (Mondkrater)
Houtermans ist ein Einschlagkrater am östlichen Rand der Mondvorderseite, südlich des Mare Smythii, südöstlich des Kraters Kiess und südlich von Kao. Der Krater besteht aus zwei stark erodierten, sich weitgehend überlagernden Teilkratern.
Der Krater wurde 1973 von der IAU nach dem deutschen Physiker Friedrich Georg Houtermans (1903–1966) offiziell benannt.